# تجرود (کوهسرخ)
تَجرود روستایی از توابع بخش بررود شهرستان کوهسرخ در استان خراسان رضوی ایران است.

## جمعیت
این روستا در دهستان بررود قرار دارد و براساس سرشماری مرکز آمار ایران در سال ۱۳۸۵، جمعیت آن ۲۱۶ نفر (۶۲ خانوار) بوده است.